# タリエル・ニコラシビリ
タリエル・ニコラシヴィリ（Tariel Nikoleishvili、男性、1991年4月6日 - ）は、ロシアの空手家。ジョージア（旧表記:グルジア）・クタイシ出身。身長173cm、体重92kg（現役時）。段位は参段。

## 来歴
2007年 国際親善青少年大会16歳17歳+75kg級決勝で小林大起と対戦し、再延長0-2と追い詰められるも、体重判定で勝利し、日本で初優勝する。
2009年 第4回全世界ウェイト制軽重量級に出場し、エドアールド・タナカに破れベスト8。
2010年 タリエルにとって飛躍の一年となる。第27回全日本ウェイト制軽重量級で優勝し、同年秋の第42回全日本空手道選手権大会において、外国人初の優勝を果たした。
2011年 第10回全世界空手道選手権大会で竹岡拓哉、アレクセイ・メドヴェテフ、荒田昇毅、ザハリ・ダミヤノフ、ゴテルジ・カパナーゼ、エヴェルトン・テイシェイラらを世界の強豪を相手に勝利し、20歳で優勝。
2014年 大山倍達総裁の命日にあたる4月26日に百人組手を行い、史上9人目の完遂者となった。

## 戦績（松井派主催）
- 2007年　国際親善青少年大会16歳17歳+75kg級優勝
- 2008年　全欧州選手権大会軽重量級優勝、全ロシア大会準優勝
- 2009年　第4回全世界ウェイト制大会軽重量級ベスト8、全ロシア大会重量級第3位
- 2010年　第27回全日本ウェイト制軽重量級優勝、第42回全日本空手道選手権大会優勝、全ロシア大会重量級優勝
- 2011年　アルメニア大会優勝、交流大会優勝、第10回全世界空手道選手権大会優勝